# Elísio Curvo
Elísio Migueis Curvo ComMM (Corumbá, 13 de abril de 1931) é um político brasileiro filiado ao Movimento Democrático Brasileiro (MDB). Por Mato Grosso do Sul, foi deputado federal durante dois mandatos.

## Biografia
Filho de Gregório Alberto Curvo e Maria Miguéis Curvo. Após deixar sua cidade natal fixou-se no Rio de Janeiro, mas não concluiu o curso de Engenharia Civil. Membro de uma missão comercial entre Brasil e Bolívia em 1958, estabeleceu-se como pecuarista e também empresário do setor de mineração, fundando empresas nesses respectivos setores entre 1960 e 1978. Antes fora interventor no Instituto de Aposentadoria e Pensões dos Marítimos no princípio do Governo Castelo Branco.
Eleito deputado federal pelo PRN em 1990, votou contra o impeachment de Fernando Collor em 1992. Em 1993, como deputado federal, Curvo foi admitido pelo presidente Itamar Franco à Ordem do Mérito Militar no grau de Comendador especial.
Candidato a reeleição via PTB em 1994, alcançou uma suplência e exerceu o mandato sob uma licença de Nelson Trad. Filiado ao PMDB, foi novamente candidato a deputado federal em 1998, não logrando êxito. Reside na cidade do Rio de Janeiro desde 2009.
Seu primo, José Augusto Curvo foi deputado federal por Mato Grosso.